# Christian Schulze (Bildhauer)

Sandsteinplastik Stehende 1977

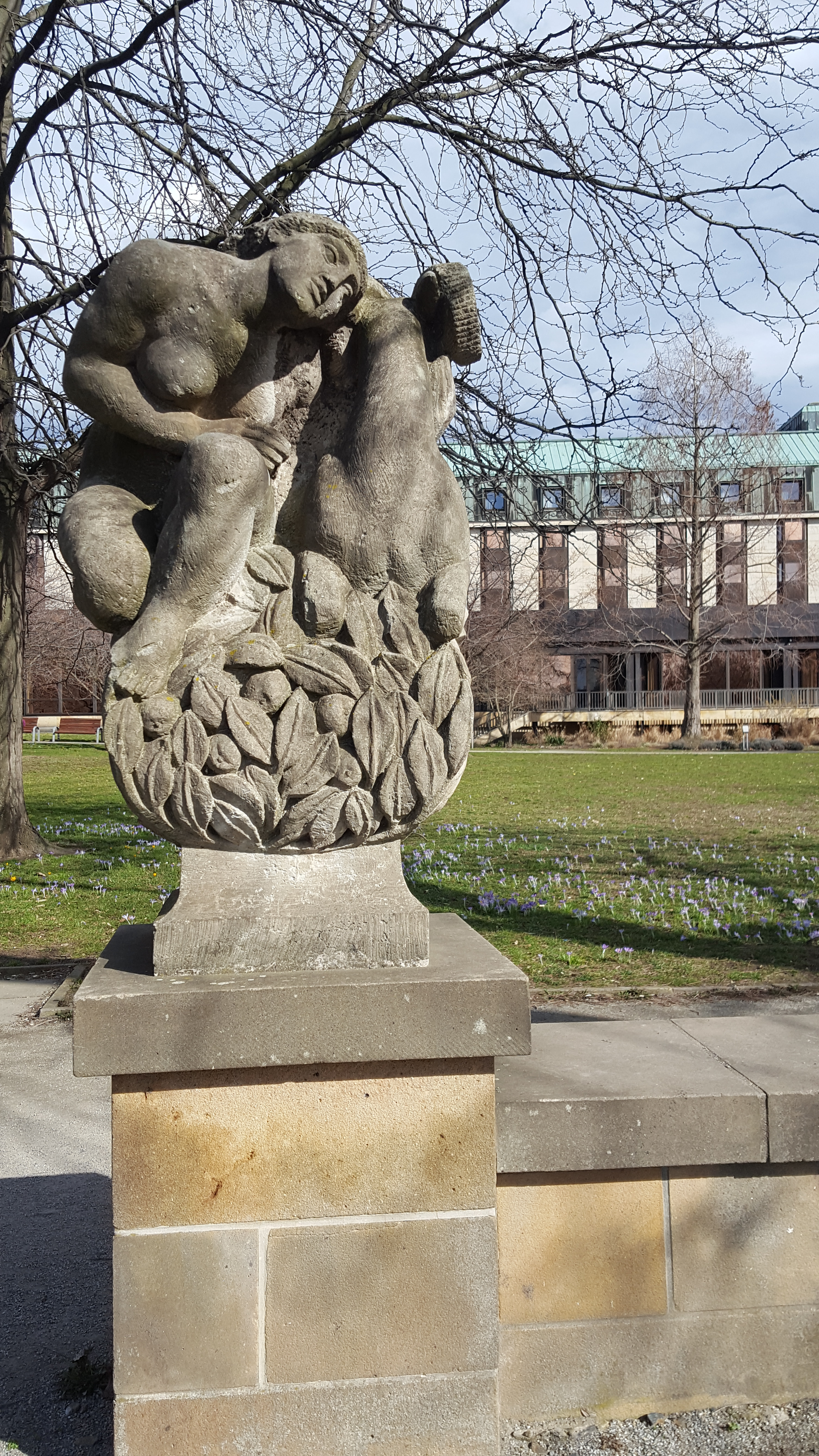
Frau mit Ziegenbock. Hotel Bellevue, Dresden 1986

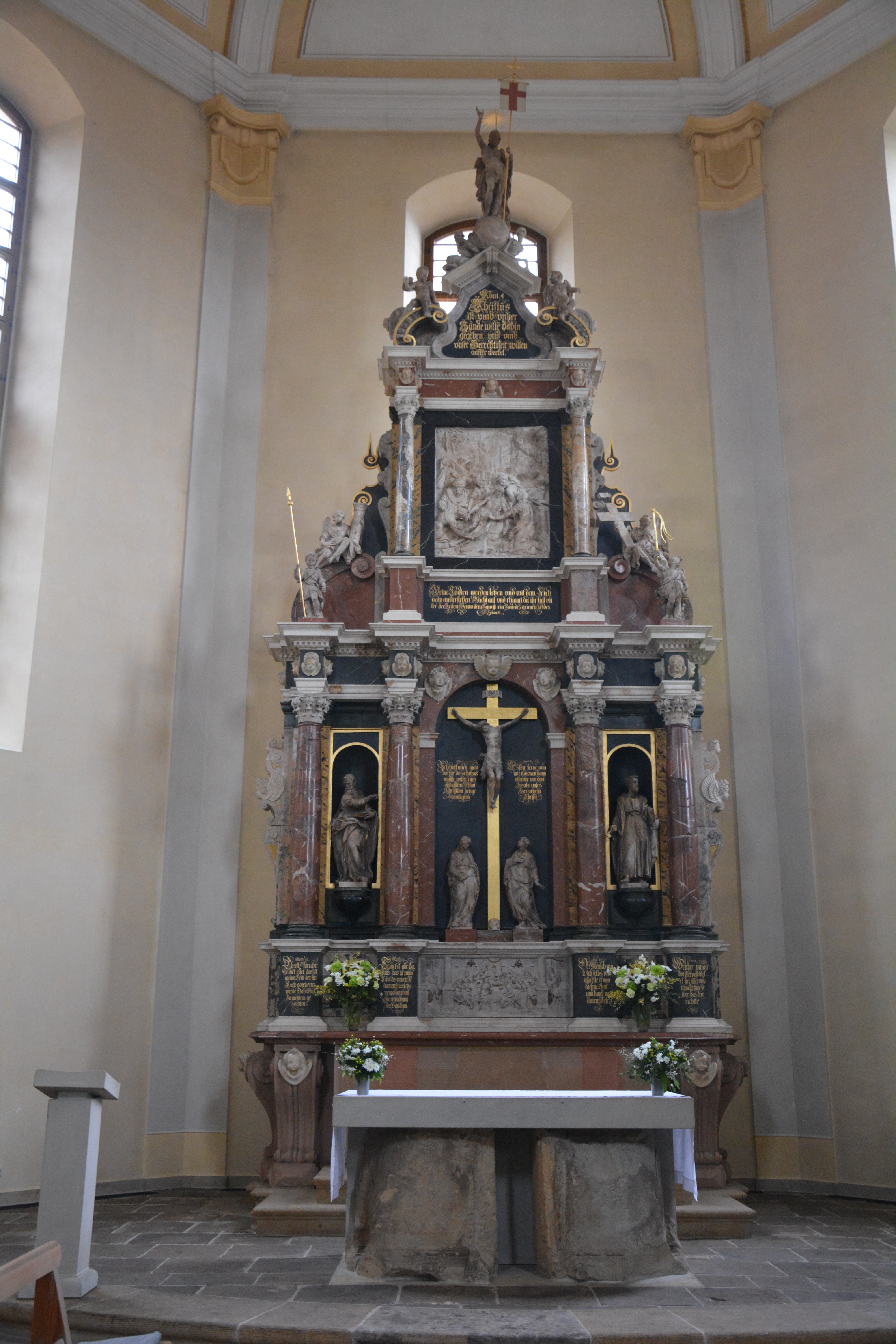
Nosseni-Altar in der Loschwitzer Kirche

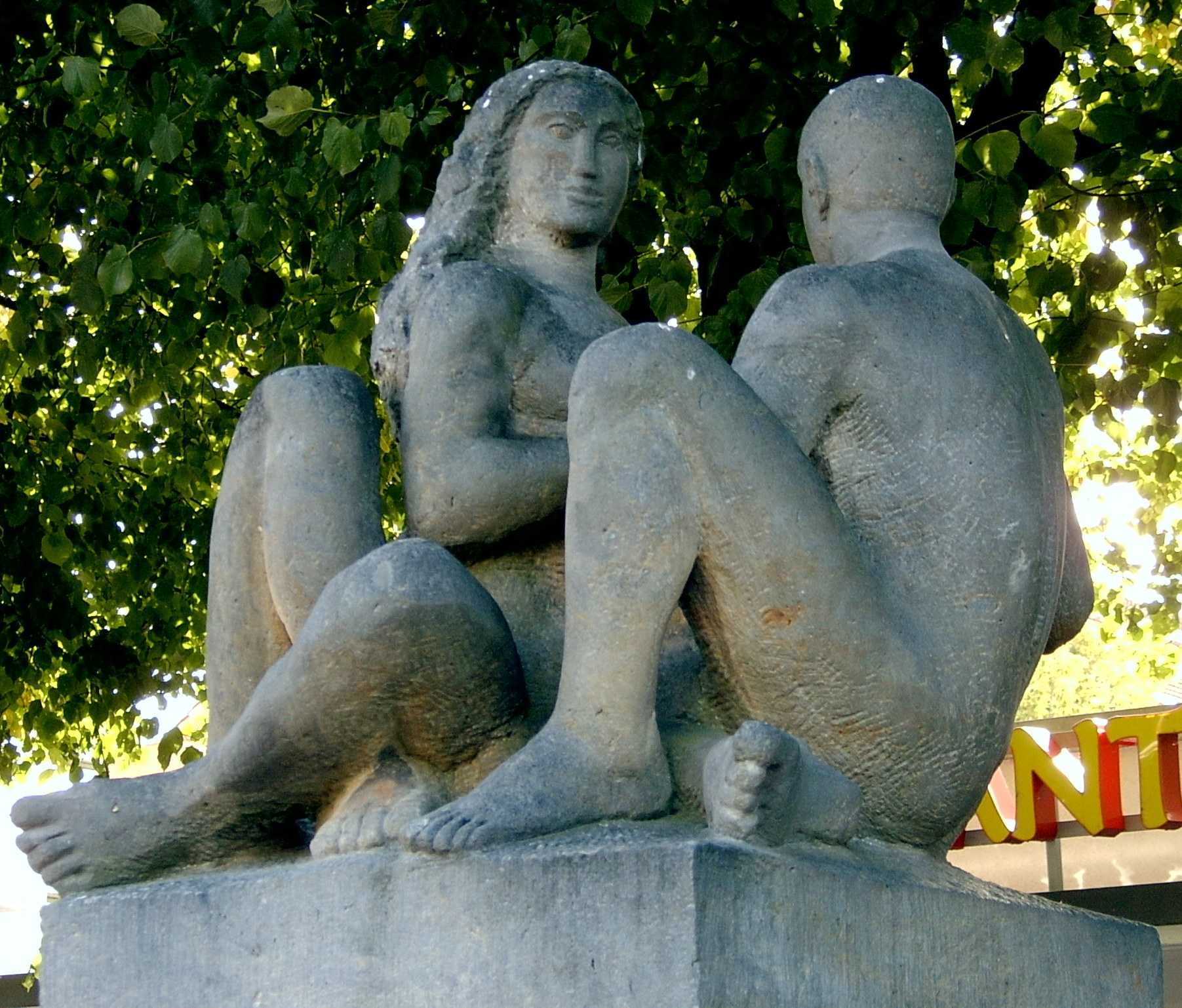
Lebensbrunnen Frankfurt/Oder

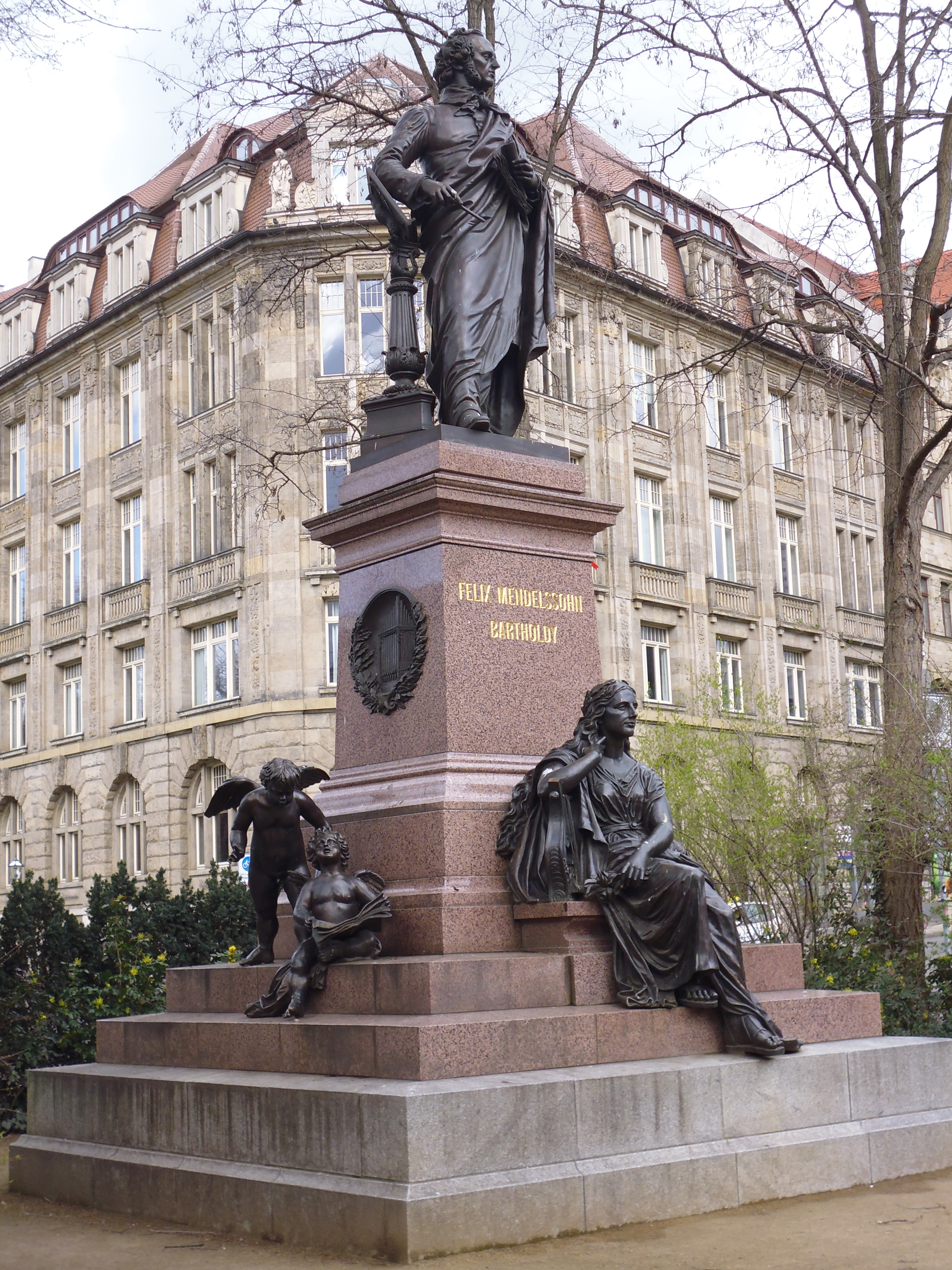
Mendelssohn-Denkmal in Leipzig

Semperoper Dresden, Psyche

Dresden. Modell Altanbrüstung im großen Schlosshof

Zwickauer Marienkirche Skulptur Ruth, 2015

Christian Schulze (* 13. Oktober 1946 in Biesnitz, heute Görlitz) ist ein deutscher Bildhauer und Restaurator und lebt in Dresden.

## Leben und Wirken
Christian Schulze wurde 1946 in Biesnitz als Sohn eines Dekorationsmalers geboren und wuchs auch in diesem Görlitzer Vorort auf. Sein Vater, der als Jugendlicher die Malschule Johannes Wüsten in Görlitz Kahle 7 besucht hatte, war mit dem gelernten Maler und einstigem Studenten der Breslauer Kunstakademie Walther Rhaue befreundet, der auf dem Nachbargrundstück seit 1927 eine künstlerisch ambitionierte Töpferei betrieb. Dort entdeckte er schon früh seine besondere Liebe zum Material Ton. Später besuchte er als Vorbereitung auf die Aufnahmeprüfung für eine Lehre in der Porzellanmanufaktur Meißen den Mal- und Zeichenzirkel von Werner Panitz, einem Meisterschüler Otto Muellers. Während der Ausbildung zum Porzellandreher in Meißen von 1963 bis 1966 wurde er künstlerisch durch Lothar Sell und Peter Strang gefördert. Von 1966 bis 1971 absolvierte er ein Studium bei Gerd Jaeger, Herbert Naumann und Walter Arnold an der Hochschule für Bildende Künste Dresden. Im Anschluss an seine Diplomarbeit, den Entwurf und die Ausführung einer Porzellanwand für das Treppenhaus des Wissenschaftlich-Technischen Zentrums der Feinkeramischen Industrie der DDR in Meißen (WTK), arbeitete er von 1971 bis 1974 als Entwurfsbildhauer in diesem Institut.
Seit 1974 ist er freiberuflich in Dresden tätig, bis 1990 als Mitglied des Verbands Bildender Künstler der DDR. Von 1975 bis 1978 erhielt er ein Förderstipendium für junge Künstler. Studienreisen führten ihn ins Baltikum, nach Polen und Ungarn. Da ihm über Jahre hinweg als Arbeitsraum nur das eigene Wohnzimmer in einem alten Dresdener Bauernhaus und später in einer Mansarde zur Verfügung stand, konzentrierte er sich in dieser Zeit hauptsächlich auf die ganzjährig im Freien mögliche Arbeit in Sandstein. Es entstand, zum Teil bei Bildhauersymposien, eine Reihe von größeren Arbeiten für den öffentlichen Raum.
1979 wurden für die originalgetreue Wiederherstellung des Zuschauerraums der Dresdner Semperoper Bildhauer gesucht wurden. Er nutzte die seit Beendigung des Studiums erstmalige Chance, unter guten Arbeitsbedingungen in dem eigens errichteten provisorischen Bildhauer-Gemeinschaftsatelier der Semperoper größere Arbeiten in Ton modellieren zu können. 1982 nach Abschluss der dortigen Bildhauerarbeiten konnte er erstmals in ein eigenes Atelier einziehen. Er ließ sich einen Keramikbrennofen bauen und begann vorrangig in Terracotta zu arbeiten. Schon bald fand er dabei zu einer eigenen materialgerechten, etwas abstrakteren Form.
Da man in Sachsen nach Kräften versuchte, die unzähligen Wunden, die der Zweite Weltkrieg am historischen Erbe hinterlassen hatte, wieder zu schließen, erhielt er in den folgenden Jahrzehnten weiterhin viele anspruchsvolle und interessante Aufgaben im Bereich Rekonstruktion und Restaurierung, versuchte aber trotz oft hoher Arbeitsbelastung stets, auch seine freie künstlerische Arbeit nicht aus den Augen zu verlieren. Ein Förderstipendium der Stiftung Kulturfonds 1992 war Anerkennung und Unterstützung zugleich.
Allerdings sah er inzwischen, dass seine materialgerecht entwickelte keramische Formenwelt sich stets auf ein Spiel mit Proportionen beschränken würde. Auch bei der Arbeit mit Sandstein galt es, Rücksicht auf das Material zu nehmen. Nun suchte er eine Möglichkeit, unmittelbar und gut verständlich mit der Sprache des Bildhauers auf Erlebtes reagieren zu können. Über das Interesse am menschlichen Körper hinaus wollte er auch Gefühle und menschliche Individualität ausdrücken. Systematisch begann er ohne Rücksicht auf künftige Materialumsetzungen zu untersuchen, wie bewusste Proportionsveränderungen, individuelle Körperformen, Mimik, Gestik und starke Bewegungen der Figur im Raum in den Dienst der jeweiligen Aussage gestellt werden können. Gelingt es, starke Formveränderungen einer Figur miteinander ins Gleichgewicht zu bringen, können sie als natürliche Körperformen wahrgenommen werden. 2004 zeigte er erstmals öffentlich Ergebnisse seiner weiter im Wandel begriffenen neuen Arbeitsweise. Suchte er anfangs den konsequenten Bruch mit seiner bisherigen Arbeitsweise, so strafften und bereicherten gebaute Binnenformen bald wieder stärker seine Plastiken. Stets sucht er nach der großen Form, die ein Thema sofort erschließen kann, will aber im Detail ohne Abschweifungen nah am Menschen bleiben.

## Ausstellungen (unvollständig)

### Personalausstellungen
- 1993: Christian Schulze: Skulpturen; Leonhardimuseum Dresden
- 1994: Galerie Goppelsröder, Bretten
- 2001: Ausstellung zum Nosseni-Altar, Villa Eschebach, Dresden
- 2012: Kunstpavillon Heringsdorf
- 2013: Nikolaikirche Görlitz
- 2022: Galerie Budissin in Bautzen (Figürliche Plastik)
- 2024: Ostsächsische Kunsthalle Pulsnitz („Prinzip Hoffnung“)

### Ausstellungsbeteiligung
- 1974: Junge Künstler der DDR, Frankfurt (Oder)
- 1974 und 1979: Bezirkskunstausstellungen,  Dresden
- 1975: Dresdner Bildhauer, Dresden, Glockenspielpavillon im Zwinger, Dresden
- 1980: Junge Künstler der DDR, Sport- und Ausstellungszentrum, Frankfurt (Oder)
- 1985: Zu neuen Glanz, Semperoper Dresden
- 1986: Staatlicher Kunsthandel der DDR, Berlin
- 1987/1988: X. Kunstausstellung der DDR, Dresden
- 1990: Galerie-Atelier Bihlmann, Leonberg
- 1991: Kleine Galerie, Radebeul
- 1991: Galerie am Friedrichsplatz, Mannheim
- 1992: Handzeichnungen und Kleinplastiken Galerie Rähnitzgasse Dresden
- 1994: Ernst-Rietschel-Kunstpreisvergabe, Pulsnitz
- 2004: Dresdner Künstler unter der steinernen Glocke, Sächsisches Finanzministerium Dresden
- 2005 bis 2010: Sonderausstellung zum Wiederaufbau der Frauenkirche, Stadtmuseum Dresden
- 2013: Skulpturensommer Pirna[5]
- 2013 Galerie ArtDocks, Bremen

## Werke, Auswahl
- 1974: Liegende, Sandsteinplastik am Nürnberger Ei in Dresden[6]
- 1975: Kleine Hockende, Sandsteinplastik, Stadtmuseum Dresden
- 1975 bis 1980: Vier Jahreszeiten, Betonreliefs, Striesener Straße Dresden[7]
- 1977: Stehende, Sandsteinplastik Sternplatz Dresden[8][6]
- 1978 bis 1979: Sandsteingruppe für 71. POS (Polytechnische Oberschule) Wilhelm Dieckmann, Franzweg, Dresden
- 1978 bis 1985: Leben, Sandsteinbrunnen mit Skulpturengruppe, Frankfurt (Oder)
- 1979 bis 1982: Rekonstruktion der Plastiken Amor und Psyche, der Reliefs Pegasus und Sphinx sowie von Schmuckelementen der Rangbrüstungen, alles Stuckgips, Semperoper Dresden
- 1985 bis 1986: Frau mit Ziegenbock Sandsteingruppe, Garten am Hotel Bellevue, Dresden
- 1985 bis 1988: Rekonstruktion von sechs überlebensgroßen Postarbeiterstatuen Stuckplastiken, Museum für Kommunikation Berlin
- 1987–1990: Fruchtbarkeit, drei Terrakottastelen, Borthen, jetzt Dohna[9]
- 1990: Rekonstruktion des plastischen Schmucks der Hauptfassade, Schauspielhaus Dresden
- 1990 bis 1991: Gebändigte Flammen, Terracottastele, Meißen.
- 1992: Restaurierung eines gotischen Schlangengewölbes, Antragetechnik, St. Marien, Zwickau
- 1992 bis 1996: Restaurierung der Schönen Tür, Sandstein, Annenkirche in Annaberg
- 1993 bis 1994: Rekonstruktion des plastischen Innenraumschmucks, überwiegend Stuck, Italienisches Dörfchen, Dresden
- 1993 bis 1995: Rekonstruktion des plastischen Schmucks der Rangbrüstungen, Deckenvoute, und Proszensiumslogen – Stuck, Schauspielhaus Dresden
- 1994: Rekonstruktion einer Hand, Sandstein, Tulpenkanzel im Freiberger Dom, Freiberg
- 1994: Rekonstruktion der gotischen Kopfkonsole  K.Tretwein – Sandstein, Dom St. Marien, Zwickau
- 1994 bis 1995: Restaurierung des Figurenprogramms der Südfassade und des Brautportals – Kalkstein, St. Marien, Zwickau
- 1995 und 2000: Restaurierungsarbeiten im Hohen Chor im Meißner Dom
- 1995: Emporenbrüstung, 1:1 Modell, Frauenkirche Dresden
- 1996 bis 1997: Emporentragkonsole, 1:1 Modelle,  Frauenkirche Dresden
- 1997: Strahlenkranz mit Wolkenband, 1:1 Modell für Turmkreuz – Frauenkirche Dresden
- 1998 bis 2000: Restaurierung bzw. Rekonstruktion der bildhauerischen Elemente des Nosseni-Altars, Stuckmarmor und Alabaster, Loschwitzer Kirche Dresden[10]
- 2001: Rekonstruktion von zwei Brüstungsfeldern des Altlans, 1:1-Modelle für Sandstein, Residenzschloss Dresden
- 2001: Restaurierung des Lettners  der Klosterkirche Wechselburg
- 2002–2003: der Orgelprospekt, 1:1 Modell für Holz, Frauenkirche Dresden
- 2005 bis 2008: Rekonstruktion Mendelssohndenkmal, Modelle für Bronzeguss, Leipzig
- 2007: Rekonstruktion des Verkündigungsengels, Kalkstein, St. Marien, Zwickau
- 2008: Rekonstruktion einer Supraporte, 1:1 – Modell Englische Treppe, Residenzschloss Dresden
- 2010: Restaurierung von vier Puttengruppen, Stuck, Annenkirche Dresden[11]
- 2011: Restaurierung des Figurenprogramms und des Ziergiebels der Nordfassade in Kalkstein bzw. Sandstein, St. Marien, Zwickau
- 2013 bis 2014: Rekonstruktion von 2 figürlichen Konsolsteinen, Sandstein, St. Marien, Zwickau
- 2014 bis 2015: Rekonstruktion von 2 Pilasterreliefs und der Baumeisterbüste am Südwest-Treppenturm, Modelle für Sandstein, Residenzschloss Dresden
- 2015: Rekonstruktion Figur Ruth, Kalkstein, St. Marien, Zwickau
- 2016: Entwurf und Ausführung einer neuen Gloriole für den Altar, Holz, Stuck, Annenkirche Dresden